# Servicio Nacional Aeronaval
El Servicio Nacional Aeronaval, también llamado SENAN (acrónimo del Servicio Nacional Aeronaval) ya sea Aeronaval o Servicio Aeronaval, es una rama de la Fuerzas Públicas de Panamá responsable de llevar a cabo operaciones aéreas y marítimas. Sus funciones principales son velar por la seguridad del espacio aéreo, lacustre, marítimo y fluvial, así como de las instalaciones portuarias y aeroportuarias;proteger a las personas y sus bienes que se encuentren en las aguas y el espacio aéreo bajo la jurisdicción nacional. Asimismo velar por la protección, vigilancia, seguridad y defensa de los espacios jurisdiccionales aéreos y marítimos de la República de Panamá. En la fecha de agosto de 2023, el SENAN cuenta con aproximadamente 2500 efectivos, con 45 embarcaciones y aproximadamente 40 aeronaves. El SENAN depende administrativamente del  Ministerio de Seguridad Pública, que es dirigido por el Órgano Ejecutivo.
El SENAN es un componente de las fuerzas de seguridad, que establece el servicio de seguridad pública, para garantizar el honor, vida y la propiedad de los espacios jurisdiccionales nacionales y extranjeros, mediante el uso de medios marítimos y aéreos, contribuyendo así a la política pública, la ayuda humanitaria y facilitar un ambiente para el desarrollo social y económico de Panamá.

## Historia
En el año 1968, el General de Brigada Omar Torrijos Herrera, quien fungía como Comandante en Jefe de la Guardia Nacional de Panamá, organizó un servicio de guardacostas denominado Operaciones Marinas, como un departamento de la Guardia Nacional. El 17 de enero de 1969, el General Torrijos creó la Fuerza Aérea Panameña, localizada en la antigua terminal del Aeropuerto Internacional de Tocumen, bajo el mando del Capitán Alberto Purcell. Con la promulgación de la Ley 20 del 29 de septiembre de 1983, se constituyeron las Fuerzas de Defensa de Panamá, integrando en su artículo primero a la Fuerza Aérea Panameña y la Fuerza de la Marina Nacional, bajo un único mando de las Fuerzas de Defensa.
El 20 de diciembre de 1989, tras la Invasión Norteamericana conocida como Operación Causa Justa (Just Cause), las Fuerzas de Defensa fueron disueltas, lo que resultó en la desaparición de la Fuerza Aérea Panameña y la Fuerza de la Marina Nacional. Mediante el Decreto de Gabinete n.º 38 del 10 de febrero de 1990, se estructuró la Fuerza Pública de la República de Panamá, conformada por el Servicio Aéreo Nacional, el Servicio Marítimo Nacional y la Policía Nacional, con mandos y escalafones separados bajo la autoridad del Órgano Ejecutivo a través del Ministerio de Gobierno y Justicia. El Servicio Nacional Aeronaval (SENAN) se originó de la fusión entre el Servicio Aéreo Nacional y el Servicio Marítimo Nacional, formalizada mediante el Decreto Ley 07 del 20 de agosto de 2008, y quedó adscrita al Ministerio de Gobierno y Justicia.
Con la promulgación de la Ley 15 del 14 de abril de 2010, se estableció el Ministerio de Seguridad Pública, cuya misión es la determinación de políticas de seguridad nacional, así como la planificación, coordinación, control y apoyo a los estamentos de seguridad e inteligencia que integran dicho Ministerio. Dentro de su estructura de Nivel Operativo se encuentra incluido el Servicio Nacional Aeronaval. Posteriormente, mediante la Ley 93 del 7 de noviembre de 2013, se llevó a cabo una reorganización del Servicio Nacional Aeronaval, con el objetivo de responder a las necesidades contemporáneas de este cuerpo de seguridad. Esta reestructuración buscó contemplar un marco doctrinal en materia de Seguridad pública que proporcionara una plataforma legal adecuada para el ejercicio de las funciones inherentes a los estamentos de la Fuerza Pública.

## Direcciones
- Dirección Nacional de Acción Integral:Planificar, organizar, ejecutar y coordinar con otras Direcciones y organizaciones del Estado la ejecución de actividades que sean en beneficio de las comunidades y fortalecimiento de la seguridad ciudadana.[6]
- Dirección Nacional de Bienestar Laboral:Dirigir, coordinar, controlar y evaluar la implementación de acciones institucionales que contribuyan a promover el desarrollo integral de los colaboradores en su entorno socio-familiar y profesional, a fin de incentivar los niveles de satisfacción, eficiencia e identificación con su trabajo.[7]
- Dirección Nacional de Planificación y Desarrollo Institucional:Promover, monitorear y evaluar la implementación de políticas que propicien el mejoramiento de los procesos institucionales, a fin de garantizar la eficiencia y eficacia en el empleo de los recursos asignados al cumplimiento de la misión del Servicio Nacional Aeronaval.[8]
- Dirección Nacional de Docencia:La enseñanza Aeronaval, dentro del Servicio Nacional Aeronaval., estará a cargo de la Dirección Nacional de Docencia, la cual será el ente coordinador de la formación, capacitación, desarrollo y especialización de los miembros del Servicio Nacional Aeronaval.[9]
- Dirección Nacional de Finanzas:Es la encargada de planificar, gestionar, coordinar y controlar el manejo de los recursos financieros y presupuestarios del Servicio Nacional Aeronaval, a fin de garantizar la consecución de los requerimientos necesarios para lograr los objetivos institucionales, de acuerdo con las Leyes, los decretos, las normas y las reglamentaciones que rigen la administración de los bienes y fondos públicos.[10]
- Dirección Nacional de Logística:Es la responsable de garantizar el abastecimiento (Alimento, transporte y combustible), oportuno en el alistamiento de los grupos operacionales aéreos y navales que los conforman.[11]
- Dirección Nacional de Mantenimiento Aéreo:La Dirección Nacional de Mantenimiento Aéreo planifica, gestiona ejecuta y supervisa todo lo relacionado con el Mantenimiento de las Aeronaves.[12]
- Dirección Nacional de Mantenimiento Naval:Planificar, gestionar, supervisar y ejecutar todo lo relacionado al mantenimiento preventivo, predictivo, correctivo, carena, repotenciación y proyectos especiales de los medios navales.[13]
- Dirección Nacional de Operaciones:La Dirección Nacional de Operaciones es la responsable de planificar, coordinar, organizar y supervisar las operaciones aeronavales para el cumplimiento de la misión institucional. Velar por el estado de apresto y entrenamiento de las unidades operacionales de la institución.[14]
- Dirección Nacional de Recursos Humanos:Dirigir, planificar, ejecutar, controlar y evaluar las acciones institucionales relativas a la implementación de políticas, normas y procedimientos emanados de la Carrera Aeronaval y del Sistema de Carrera Administrativa, que faciliten el cumplimiento de la misión Institucional.[15]
- Dirección Nacional de Telemática:Planificar, organizar, dirigir y controlar los sistemas de telecomunicaciones y el desarrollo informático institucional en los ámbitos técnicos y de entrenamiento informático. Estará conformado por los departamentos de Informática, Redes e Infraestructura Teleinformática y Comunicaciones.[16]

## Grados
- Tropa: Agente, Cabo Segundo y Cabo Primero.

- Clase: Sargento Segundo y Sargento Primero.

- Oficiales Subteniente, Teniente y Capitán.

- Jefes: Mayor, Subcomisionado y Comisionado.[17]
- Dirección General: Comandante y Vicecomandante

## Grupos operacionales

### Comando Aéreo

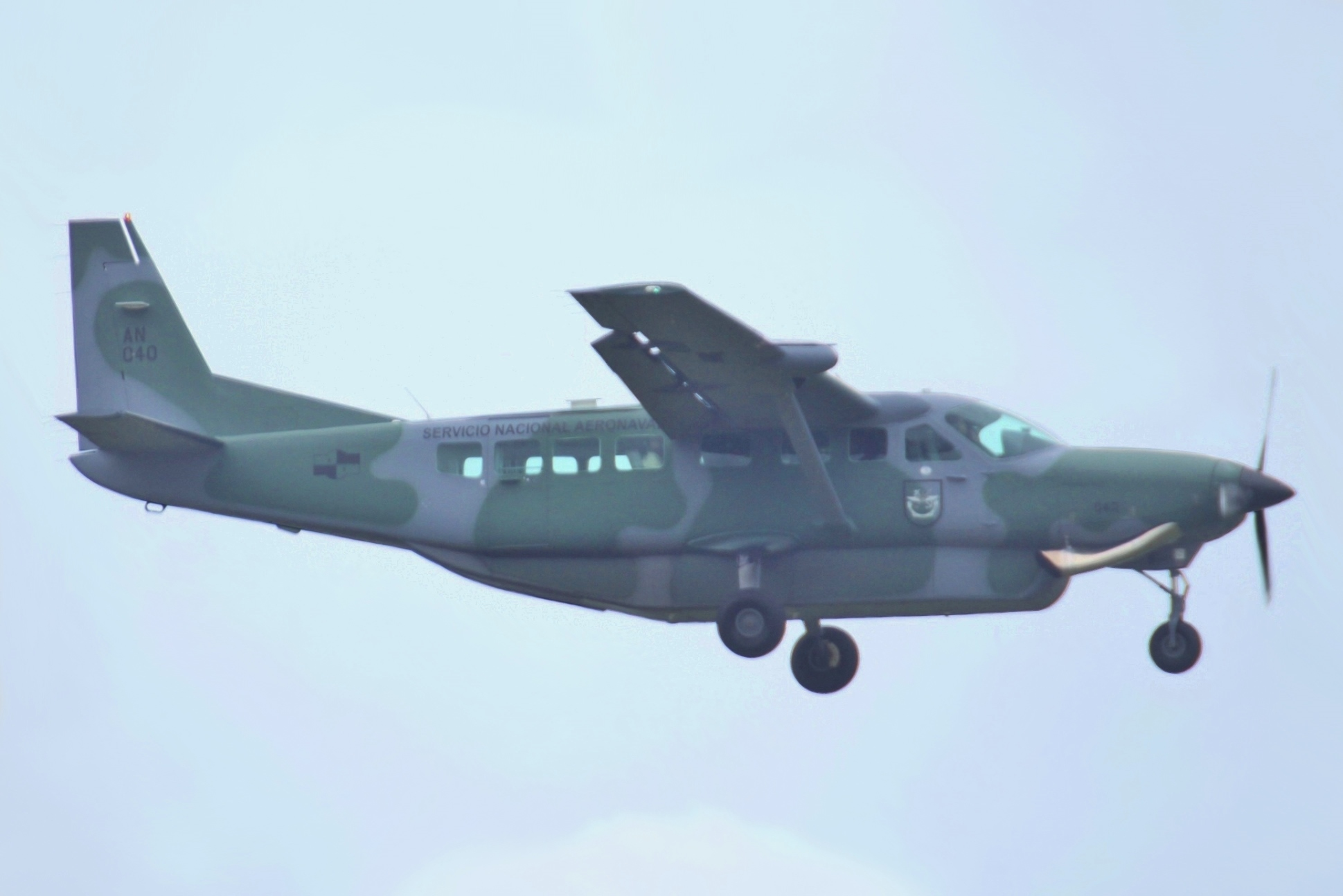
Cessna 208 Caravan Avión utilitario del SENAN

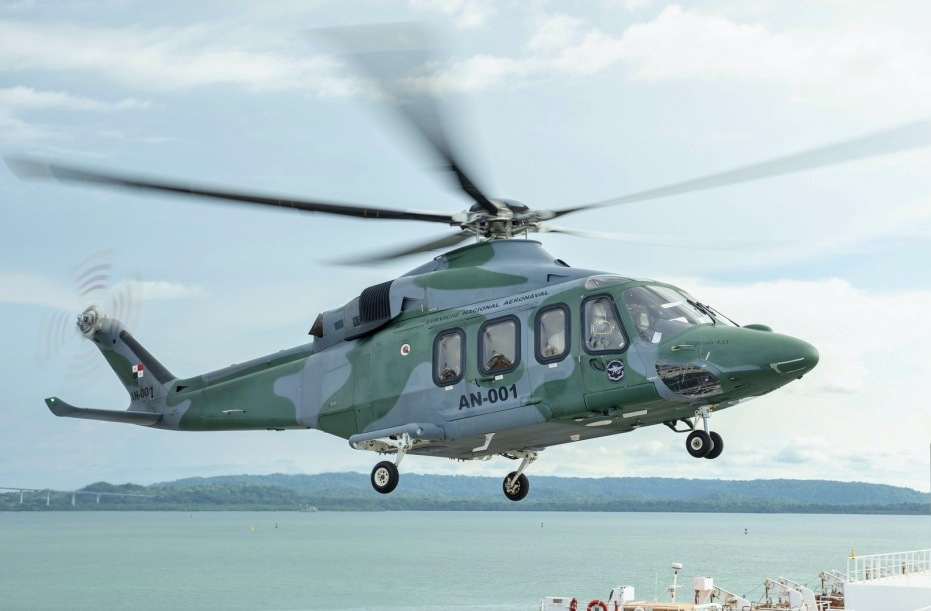
Helicóptero del SENAN AgustaWestland AW139

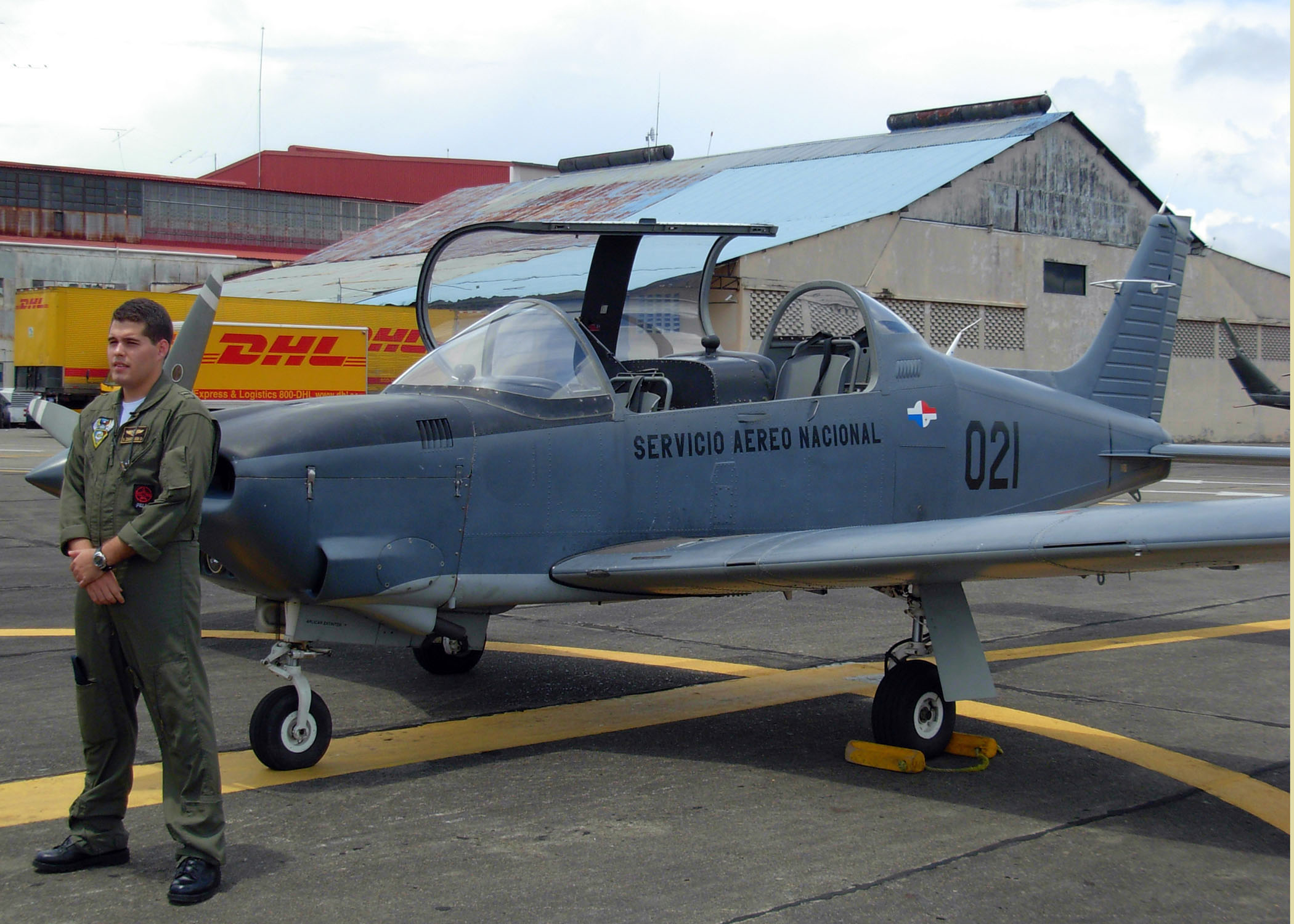
ENAER T-35 Pillán avión entrenador del SENAN

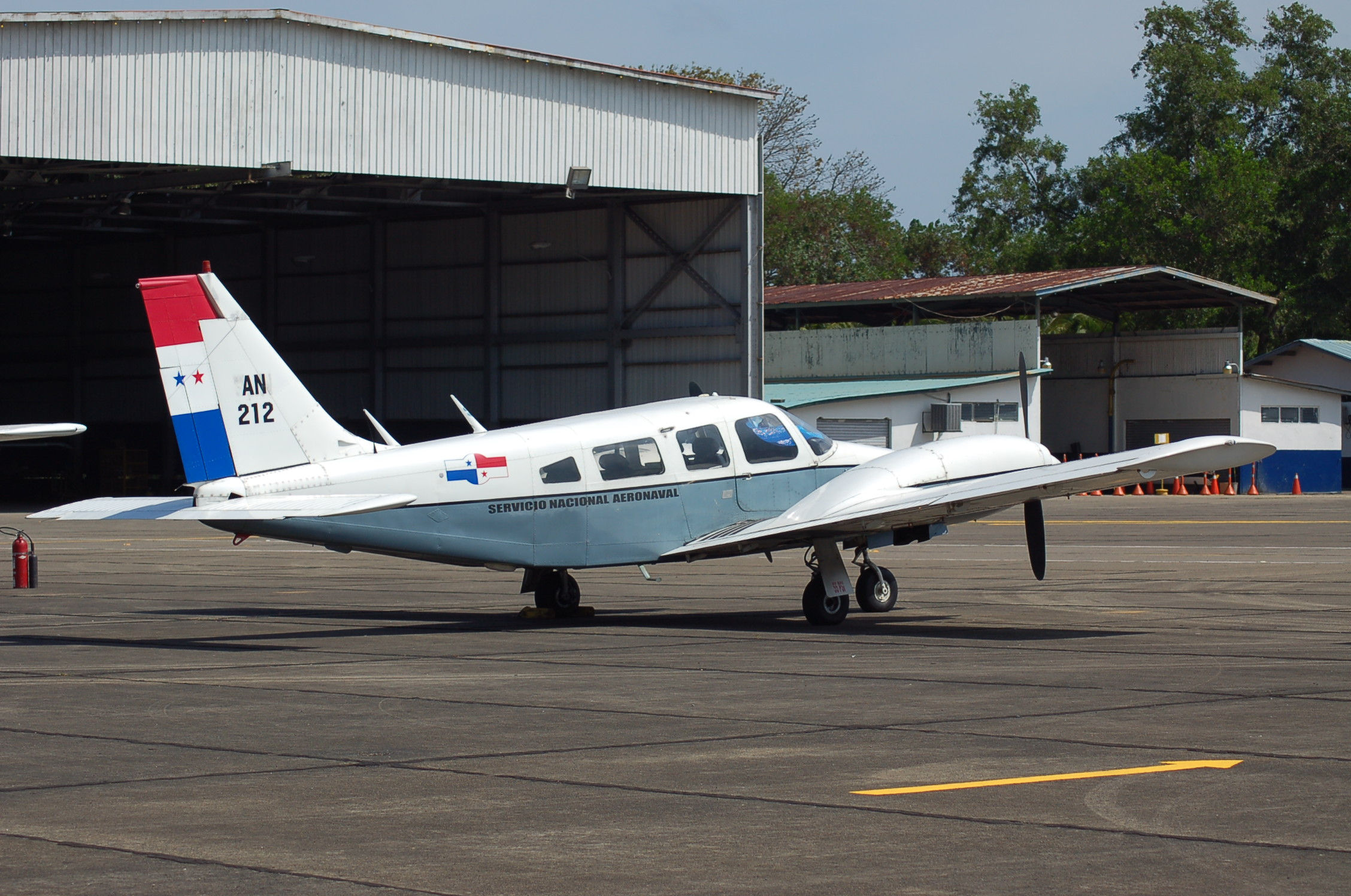
Piper PA-34 del SENAN

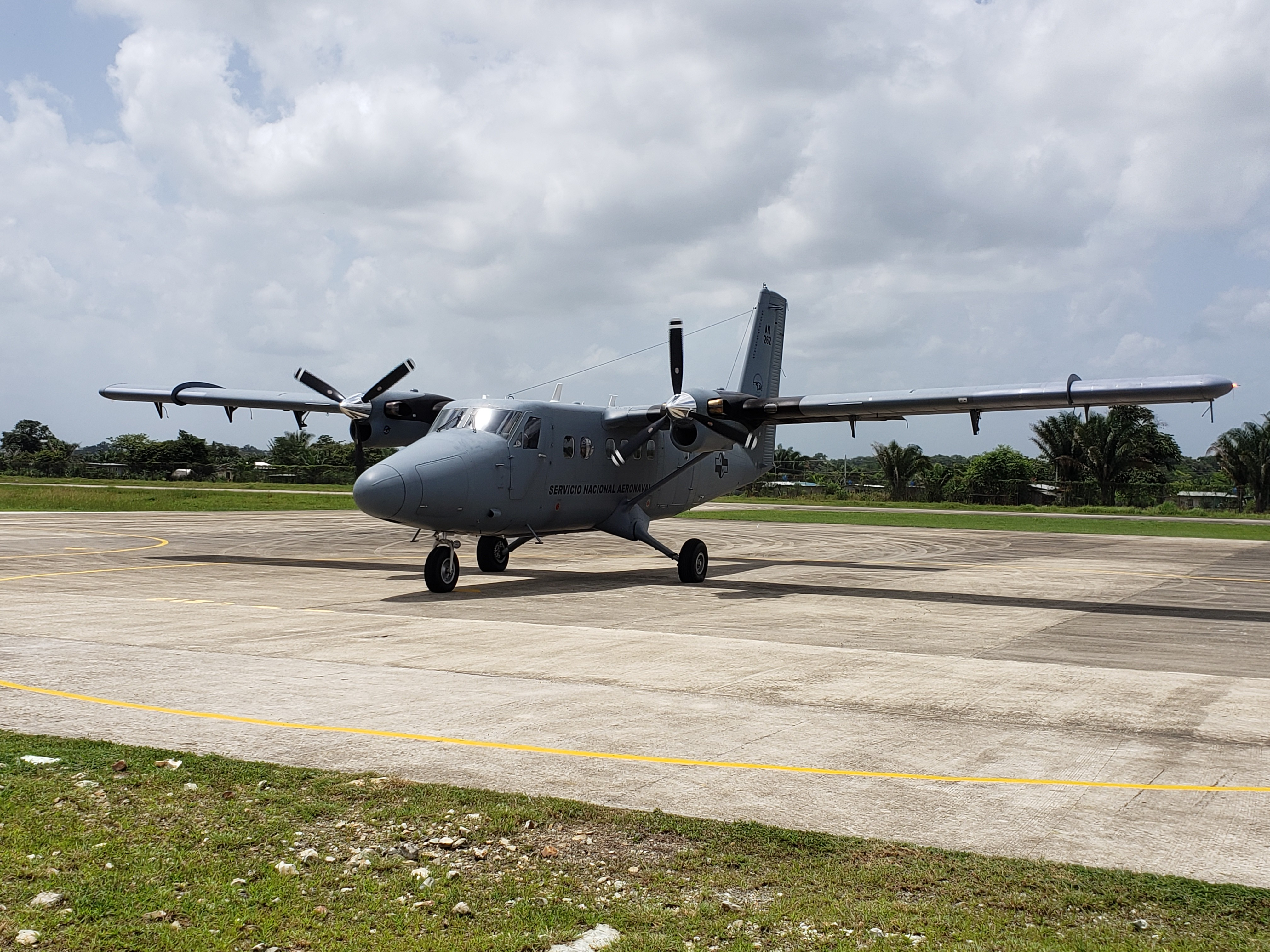
Avión de transporte del SENAN De Havilland Canada DHC-6 Twin Otter

El Comando Aéreo es el encargado de la defensa y vigilancia de los espacios aéreos y marítimos, realiza operaciones conjuntas contra el narcotráfico, apoya en misiones de seguridad pública, capacita y evalúa a sus tripulaciones, y asesora en temas de operaciones de vuelo. Está integrado porː
- Escuadrón de entrenamiento aéreo.
- Escuadrón de Ala Fija.
- Escuadrón de Helicópteros.

Su base está situada en la Base Aérea Teniente de Aire Octavio Garrido y está equipado con varios modelos de aeronaves de ala fija.
Aereonaves:
| Avion                        | Origen         | Funcion                       | Variante    | En servicio  | Notas                               |
| Ataque                       | Ataque         | Ataque                        | Ataque      | Ataque       | Ataque                              |
| ---------------------------- | -------------- | ----------------------------- | ----------- | ------------ | ----------------------------------- |
| Embraer EMB 314 Super Tucano | Brasil         | Ataque ligero Patrullaje COIN |             | 4 (en orden) |                                     |
| Transporte                   |                |                               |             |              |                                     |
| CASA 295                     | España         | Transporte Táctico            |             | 2 (en orden) |                                     |
| King air                     | Estados Unidos | Utilitario / ISR              | 100/250/350 | 3            |                                     |
| DHC-6 Twin Otter             | Canada         | Transporte / Utilitario       |             | 2            | Con capacidad STOL                  |
| CASA C-212                   | España         | Utilitario / transporte       |             | 3            |                                     |
| Cessna 208                   | Estados Unidos | MEDEVAC                       |             | 2            |                                     |
| Embraer ERJ 145              | Brasil         | transporte                    | Legacy 600  | 1            |                                     |
| Piper PA-31                  | Estados Unidos | transporte / patruya          |             | 2            |                                     |
| Piper PA-34                  | Estados Unidos | Utilitario                    |             | 1            |                                     |
| Helicópteros                 |                |                               |             |              |                                     |
| AgustaWestland AW139         | Italia         | SAR                           |             | 8            |                                     |
| Bell 412                     | Estados Unidos | SAR / utilitario              |             | 3            |                                     |
| McDonnell Douglas MD500      | Estados Unidos | patrulla                      |             | 1            |                                     |
| AgustaWestland AW109         | Italia         | MEDEVAC                       |             | 1            |                                     |
| Bell 212                     | Estados Unidos | transporte                    |             | 4            |                                     |
| Bell 407                     | Estados Unidos | transporte                    |             | 1            |                                     |
| Bell UH-1N                   | Estados Unidos | utilitario                    |             | 8            | donado por Estados Unidos           |
| Trainer aircraft             |                |                               |             |              |                                     |
| Beechcraft Baron             | Estados Unidos | Entrenador                    | Baron 58    | 1            |                                     |
| T35 Pillan                   | Chile          | Entrenador                    | T35D        | 7?           | Probablemente Retirado del Servicio |

### Comando Naval
El Comando Naval ejecuta operaciones navales en el ámbito de seguridad y contra el crimen organizado, así mismo se encarga de la instrucción, entrenamiento y evaluación de las tripulaciones. 
Está dotado con buques de reducido desplazamiento que por su diseño se encargan del patrullaje costero, sin embargo, realizan patrullaje en la ZC y ZEE igualmente, así como de una gran variedad de embarcaciones ligeras de patrullaje y vigilancia. 
Sus unidades navales de superficie se destacan en la participación de Ejercicios Navales Multinacionales como PANAMAX y UNITAS, así como también en la participación de Conferencias de Seguridad Hemisférica en el ámbito naval tales como CABSEC y otros.
Entre sus bases operativas se encuentran: la Base Naval Capitán de Fragata Noel Antonio Rodríguez Justavino y Base Aeronaval Almirante Cristóbal Colón.
Unidades Navales de Superficieː
- Unidad de Patrullaje Marítimo (UPM)
  - P-814 SENAN Coclé
  - P-843 SENAN Bocas del Toro
  - P-204 SENAN 5 de Noviembre
  - P-207 SENAN 28 de Noviembre
  - P-208 SENAN 4 de Noviembre
  - P-209 SENAN T/F Carlos Jácome
  - P-220 SENAN Pdte. Guillermo Endara
  - P-221 SENAN Pdte. Ernesto P. Valladares
  - P-222 SENAN Pdte. Mireya Moscoso
  - P-223 SENAN Pdte. Martín Torrijos
  - P-230 SENAN General Omar Torrijos
  - P-301 SENAN Panquiaco"

- Unidad de Transporte Marítimo (UTM)
  - L-24 SENAN Lina María
  - L-306 SENAN Taboga
  - L-402 SENAN Gral. Esteban Huertas
  - L-403 SENAN Pdte. Manuel Amador Guerrero

- Unidad de Botes Especiales (UBE)
  - Botes de Patrullaje Costero - BPC
    - Tipo Eduardoño
    - Tipo Cazador

  - Botes de Interdicción Marítima - BIM
    - Tipo Nor-Tech
    - Tipo Damen
- Unidad de Entrenamiento Naval
  - Escuela de Entrenamiento Naval (ESENAV)

### Infantería Aeronaval
Comandos Aeronavales
Función:
Destruir, señalizar o instalar obstáculos en el terreno ; reconocer y operar zonas de aterrizajes.  
Armamento :  
Pistola: Glock 17
Fusil de Asalto:  IWI Tavor X95
Chaleco Balistico: Chaleco ligero modular
Casco Balistico: Casco Rapido de Kevlar

### Equipamiento
Pistolas

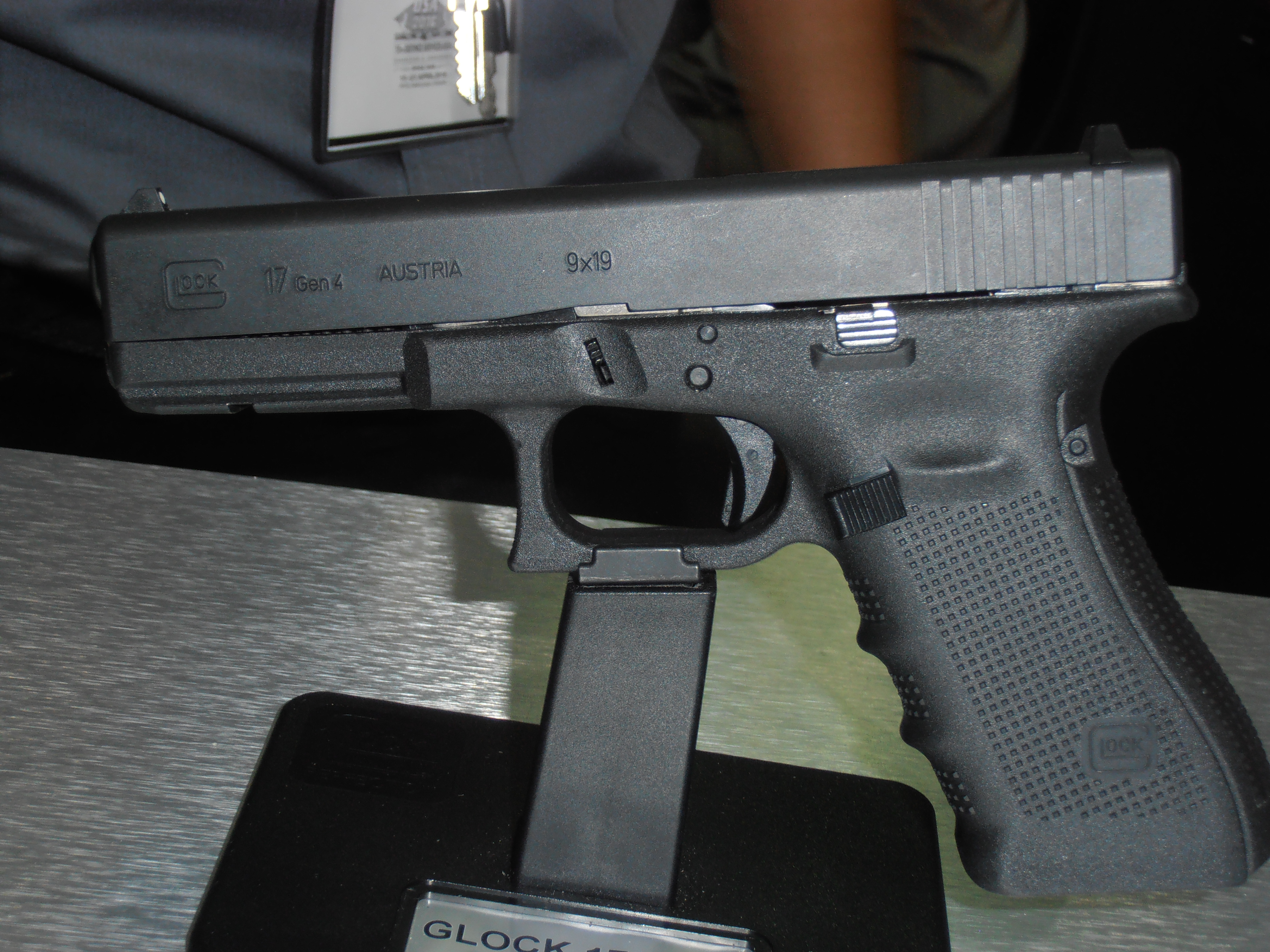
Glock 17 utiliza por el SENAN

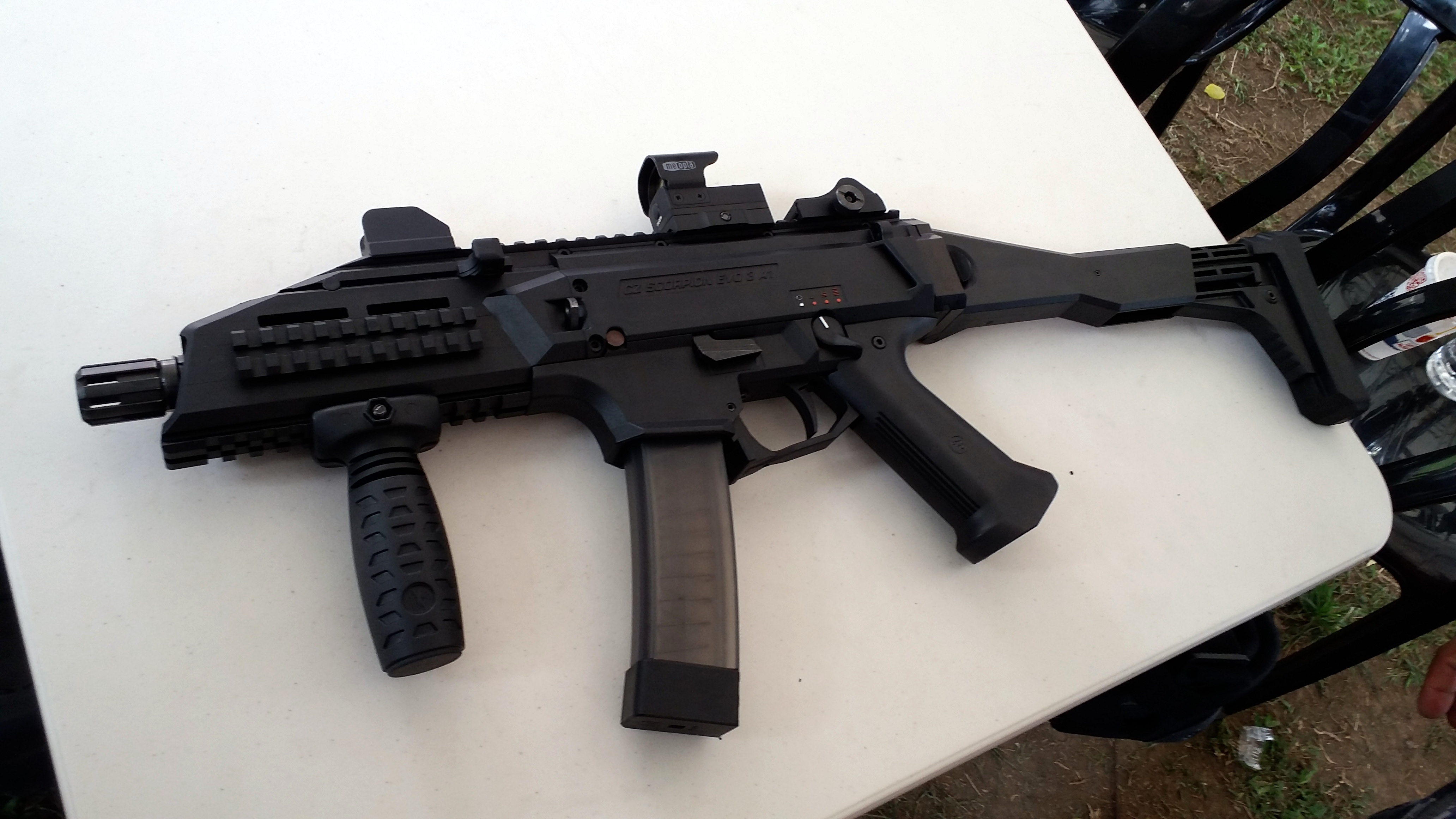
CZ Scorpion Evo 3 utilizada por el SENAN.

- Pistola semiautomática Glock 17, 9 × 19 mm Parabellum, Austria

Subfusiles
- CZ Scorpion Evo 3 subfusil 9 × 19 mm Parabellum República Checa

Fusiles de asalto
- IMI Tavor X95 carabina 5,56 × 45 mm OTAN Israel
- Fusil M16A2 y M16A4 Fusil de asalto 5,56 × 45 mm OTAN, Estados Unidos
- Carabina M4 y M4A1 carabina 5,56 × 45 mm OTAN, Estados Unidos
- AKMS Fusil de asalto 7,62 × 39 mm, Unión Soviética

Fusiles de francotirador

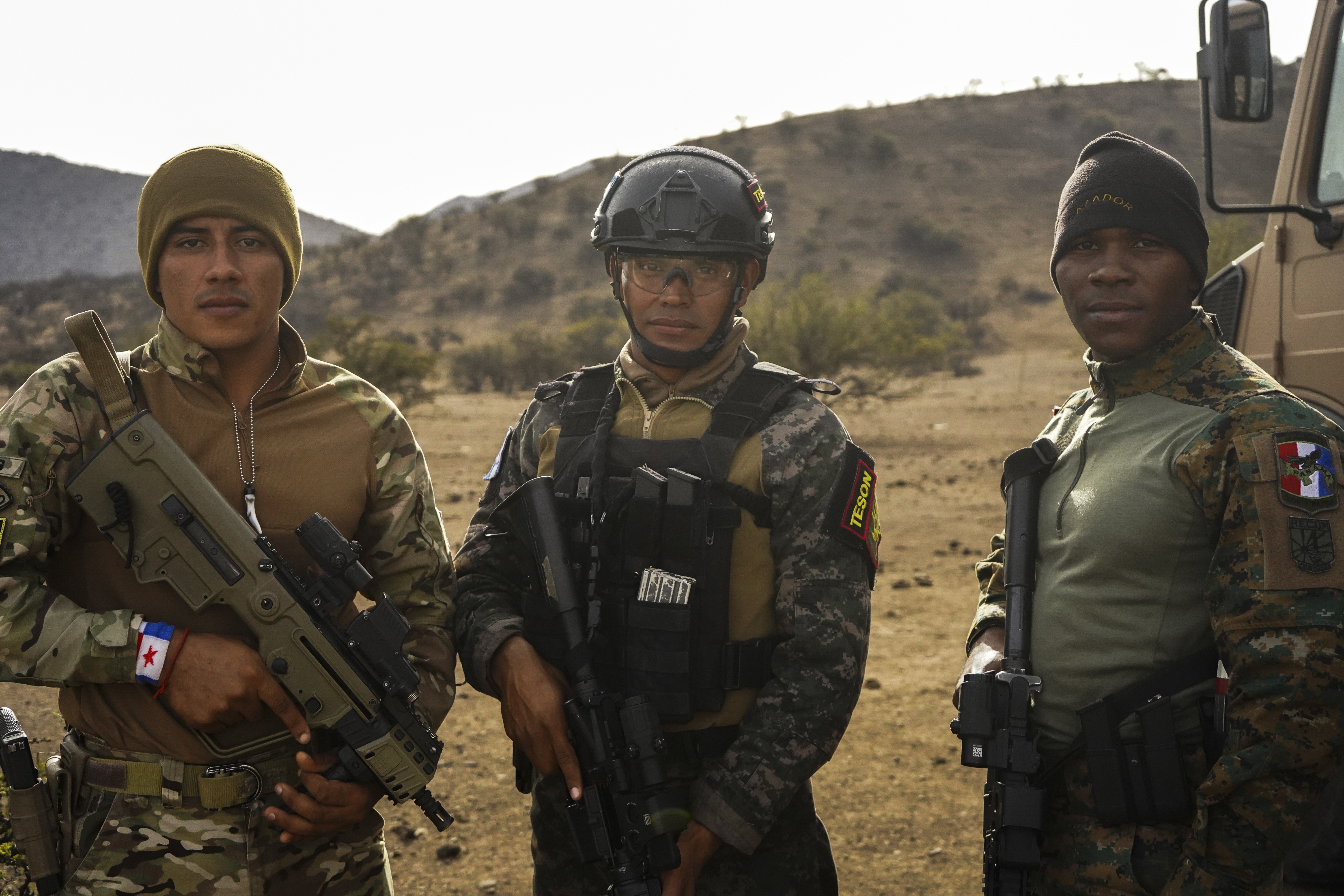
Unidad del SENAN portando una Tavor X95

- Fusil M40A5, 7,62 × 51 mm OTAN, Estados Unidos
- Fusil de francotirador Dragunov, 7,62 × 54 mm R, Unión Soviética
- Barrett M82 Fusil de francotirador 12,7 x 99 OTAN Estados Unidos

Ametralladoras
- FN Minimi Ametralladora ligera 5,56 × 45 mm OTAN Bélgica
- M249 Ametralladora ligera 5,56 × 45 mm OTAN Estados Unidos
- FN MAG Ametralladora de propósito general 7,62 × 51 mm OTAN Bélgica
- Ametralladora M60 Ametralladora de propósito general 7,62 × 51 mm OTAN, Estados Unidos
- PKM Ametralladora de propósito general 7,62 × 54 mm R, Unión Soviética
- Browning M1919A4 Ametralladora de propósito general 7,62 × 51 mm OTAN, Estados Unidos
- Browning M2HB Ametralladora pesada 12,7 × 99 mm OTAN, Estados Unidos

Cohetes y Lanzagranadas
- Lanzagranadas M203, 40 mm, Estados Unidos
- RPG-7 Granada propulsada por cohete 40 mm, Unión Soviética
- RPG-18 Granada propulsada por cohete 64 mm, Unión Soviética